# Mistrovství světa v ledním hokeji do 18 let 2004
Mistrovství světa v ledním hokeji do 18 let 2004 se konalo ve městě Minsk v Bělorusku. Probíhalo ve dnech 8. až 18. dubna 2004. Mistrem světa se stal tým Ruska.

## Elitní skupina

### Základní skupina A
| Tým          | Z | V | P | R | GV | GI | B |
| ------------ | - | - | - | - | -- | -- | - |
| 1. USA       | 4 | 4 | 0 | 0 | 22 | 5  | 8 |
| 2. Kanada    | 4 | 3 | 1 | 0 | 15 | 5  | 6 |
| 3. Švédsko   | 4 | 2 | 2 | 0 | 8  | 12 | 4 |
| 4. Dánsko    | 4 | 1 | 3 | 0 | 8  | 10 | 2 |
| 5. Bělorusko | 4 | 0 | 4 | 0 | 3  | 24 | 0 |

| 8. dubna 2004 | Dánsko | 2 - 5 | USA |  |
|               | Dánsko |       | USA |  |

| Souhrn zápasu | Souhrn zápasu | Souhrn zápasu | Souhrn zápasu | Souhrn zápasu |
| ------------- | ------------- | ------------- | ------------- | ------------- |
|               | {{{góly1}}}   |               | {{{góly2}}}   |               |

| 8. dubna 2004 | Švédsko | 0 - 5 | Kanada |  |
|               | Švédsko |       | Kanada |  |

| Souhrn zápasu | Souhrn zápasu | Souhrn zápasu | Souhrn zápasu | Souhrn zápasu |
| ------------- | ------------- | ------------- | ------------- | ------------- |
|               | {{{góly1}}}   |               | {{{góly2}}}   |               |

| 9. dubna 2004 | Bělorusko | 1 - 4 | Dánsko |  |
|               | Bělorusko |       | Dánsko |  |

| Souhrn zápasu | Souhrn zápasu | Souhrn zápasu | Souhrn zápasu | Souhrn zápasu |
| ------------- | ------------- | ------------- | ------------- | ------------- |
|               | {{{góly1}}}   |               | {{{góly2}}}   |               |

| 10. dubna 2004 | USA | 6 - 2 | Švédsko |  |
|                | USA |       | Švédsko |  |

| Souhrn zápasu | Souhrn zápasu | Souhrn zápasu | Souhrn zápasu | Souhrn zápasu |
| ------------- | ------------- | ------------- | ------------- | ------------- |
|               | {{{góly1}}}   |               | {{{góly2}}}   |               |

| 10. dubna 2004 | Kanada | 7 - 2 | Bělorusko |  |
|                | Kanada |       | Bělorusko |  |

| Souhrn zápasu | Souhrn zápasu | Souhrn zápasu | Souhrn zápasu | Souhrn zápasu |
| ------------- | ------------- | ------------- | ------------- | ------------- |
|               | {{{góly1}}}   |               | {{{góly2}}}   |               |

| 11. dubna 2004 | Dánsko | 1 - 2 | Kanada |  |
|                | Dánsko |       | Kanada |  |

| Souhrn zápasu | Souhrn zápasu | Souhrn zápasu | Souhrn zápasu | Souhrn zápasu |
| ------------- | ------------- | ------------- | ------------- | ------------- |
|               | {{{góly1}}}   |               | {{{góly2}}}   |               |

| 12. dubna 2004 | Švédsko | 2 - 1 | Dánsko |  |
|                | Švédsko |       | Dánsko |  |

| Souhrn zápasu | Souhrn zápasu | Souhrn zápasu | Souhrn zápasu | Souhrn zápasu |
| ------------- | ------------- | ------------- | ------------- | ------------- |
|               | {{{góly1}}}   |               | {{{góly2}}}   |               |

| 12. dubna 2004 | USA | 9 - 0 | Bělorusko |  |
|                | USA |       | Bělorusko |  |

| Souhrn zápasu | Souhrn zápasu | Souhrn zápasu | Souhrn zápasu | Souhrn zápasu |
| ------------- | ------------- | ------------- | ------------- | ------------- |
|               | {{{góly1}}}   |               | {{{góly2}}}   |               |

| 13. dubna 2004 | Kanada | 1 - 2 | USA |  |
|                | Kanada |       | USA |  |

| Souhrn zápasu | Souhrn zápasu | Souhrn zápasu | Souhrn zápasu | Souhrn zápasu |
| ------------- | ------------- | ------------- | ------------- | ------------- |
|               | {{{góly1}}}   |               | {{{góly2}}}   |               |

| 13. dubna 2004 | Bělorusko | 0 - 4 | Švédsko |  |
|                | Bělorusko |       | Švédsko |  |

| Souhrn zápasu | Souhrn zápasu | Souhrn zápasu | Souhrn zápasu | Souhrn zápasu |
| ------------- | ------------- | ------------- | ------------- | ------------- |
|               | {{{góly1}}}   |               | {{{góly2}}}   |               |

### Základní skupina B
| Tým          | Z | V | P | R | GV | GI | B |
| ------------ | - | - | - | - | -- | -- | - |
| 1. Rusko     | 4 | 2 | 0 | 2 | 16 | 9  | 6 |
| 2. Česko     | 4 | 1 | 0 | 3 | 10 | 3  | 5 |
| 3. Slovensko | 4 | 1 | 0 | 3 | 13 | 7  | 5 |
| 4. Finsko    | 4 | 1 | 1 | 2 | 14 | 8  | 4 |
| 5. Norsko    | 4 | 0 | 4 | 0 | 6  | 32 | 0 |

| 8. dubna 2004 | Norsko | 4 - 8 | Rusko |  |
|               | Norsko |       | Rusko |  |

| Souhrn zápasu | Souhrn zápasu | Souhrn zápasu | Souhrn zápasu | Souhrn zápasu |
| ------------- | ------------- | ------------- | ------------- | ------------- |
|               | {{{góly1}}}   |               | {{{góly2}}}   |               |

| 8. dubna 2004 | Česko | 1 - 1 | Slovensko |  |
|               | Česko |       | Slovensko |  |

| Souhrn zápasu | Souhrn zápasu | Souhrn zápasu | Souhrn zápasu | Souhrn zápasu |
| ------------- | ------------- | ------------- | ------------- | ------------- |
|               | {{{góly1}}}   |               | {{{góly2}}}   |               |

| 9. dubna 2004 | Finsko | 9 - 0 | Norsko |  |
|               | Finsko |       | Norsko |  |

| Souhrn zápasu | Souhrn zápasu | Souhrn zápasu | Souhrn zápasu | Souhrn zápasu |
| ------------- | ------------- | ------------- | ------------- | ------------- |
|               | {{{góly1}}}   |               | {{{góly2}}}   |               |

| 10. dubna 2004 | Rusko | 1 - 1 | Česko |  |
|                | Rusko |       | Česko |  |

| Souhrn zápasu | Souhrn zápasu | Souhrn zápasu | Souhrn zápasu | Souhrn zápasu |
| ------------- | ------------- | ------------- | ------------- | ------------- |
|               | {{{góly1}}}   |               | {{{góly2}}}   |               |

| 10. dubna 2004 | Slovensko | 2 - 2 | Finsko |  |
|                | Slovensko |       | Finsko |  |

| Souhrn zápasu | Souhrn zápasu | Souhrn zápasu | Souhrn zápasu | Souhrn zápasu |
| ------------- | ------------- | ------------- | ------------- | ------------- |
|               | {{{góly1}}}   |               | {{{góly2}}}   |               |

| 11. dubna 2004 | Norsko | 2 - 8 | Slovensko |  |
|                | Norsko |       | Slovensko |  |

| Souhrn zápasu | Souhrn zápasu | Souhrn zápasu | Souhrn zápasu | Souhrn zápasu |
| ------------- | ------------- | ------------- | ------------- | ------------- |
|               | {{{góly1}}}   |               | {{{góly2}}}   |               |

| 12. dubna 2004 | Česko | 7 - 0 | Norsko |  |
|                | Česko |       | Norsko |  |

| Souhrn zápasu | Souhrn zápasu | Souhrn zápasu | Souhrn zápasu | Souhrn zápasu |
| ------------- | ------------- | ------------- | ------------- | ------------- |
|               | {{{góly1}}}   |               | {{{góly2}}}   |               |

| 12. dubna 2004 | Rusko | 5 - 2 | Finsko |  |
|                | Rusko |       | Finsko |  |

| Souhrn zápasu | Souhrn zápasu | Souhrn zápasu | Souhrn zápasu | Souhrn zápasu |
| ------------- | ------------- | ------------- | ------------- | ------------- |
|               | {{{góly1}}}   |               | {{{góly2}}}   |               |

| 13. dubna 2004 | Finsko | 1 - 1 | Česko |  |
|                | Finsko |       | Česko |  |

| Souhrn zápasu | Souhrn zápasu | Souhrn zápasu | Souhrn zápasu | Souhrn zápasu |
| ------------- | ------------- | ------------- | ------------- | ------------- |
|               | {{{góly1}}}   |               | {{{góly2}}}   |               |

| 13. dubna 2004 | Slovensko | 2 - 2 | Rusko |  |
|                | Slovensko |       | Rusko |  |

| Souhrn zápasu | Souhrn zápasu | Souhrn zápasu | Souhrn zápasu | Souhrn zápasu |
| ------------- | ------------- | ------------- | ------------- | ------------- |
|               | {{{góly1}}}   |               | {{{góly2}}}   |               |

### O udržení
| Tým          | Z | V | P | R | GV | GI | B |
| ------------ | - | - | - | - | -- | -- | - |
| 7. Finsko    | 3 | 3 | 0 | 0 | 18 | 3  | 6 |
| 8. Dánsko    | 3 | 2 | 1 | 0 | 12 | 9  | 4 |
| 9. Bělorusko | 3 | 1 | 2 | 0 | 7  | 12 | 2 |
| 10. Norsko   | 3 | 0 | 3 | 0 | 7  | 20 | 0 |

| 15. dubna 2004 | Finsko | 5 - 2 | Bělorusko |  |
|                | Finsko |       | Bělorusko |  |

| Souhrn zápasu | Souhrn zápasu | Souhrn zápasu | Souhrn zápasu | Souhrn zápasu |
| ------------- | ------------- | ------------- | ------------- | ------------- |
|               | {{{góly1}}}   |               | {{{góly2}}}   |               |

| 15. dubna 2004 | Dánsko | 7 - 4 | Norsko |  |
|                | Dánsko |       | Norsko |  |

| Souhrn zápasu | Souhrn zápasu | Souhrn zápasu | Souhrn zápasu | Souhrn zápasu |
| ------------- | ------------- | ------------- | ------------- | ------------- |
|               | {{{góly1}}}   |               | {{{góly2}}}   |               |

| 16. dubna 2004 | Dánsko | 1 - 4 | Finsko |  |
|                | Dánsko |       | Finsko |  |

| Souhrn zápasu | Souhrn zápasu | Souhrn zápasu | Souhrn zápasu | Souhrn zápasu |
| ------------- | ------------- | ------------- | ------------- | ------------- |
|               | {{{góly1}}}   |               | {{{góly2}}}   |               |

| 16. dubna 2004 | Bělorusko | 4 - 3 | Norsko |  |
|                | Bělorusko |       | Norsko |  |

| Souhrn zápasu | Souhrn zápasu | Souhrn zápasu | Souhrn zápasu | Souhrn zápasu |
| ------------- | ------------- | ------------- | ------------- | ------------- |
|               | {{{góly1}}}   |               | {{{góly2}}}   |               |

### Play off

#### Čtvrtfinále
| 15. dubna 2004 | Kanada | 3 - 1 | Slovensko |  |
|                | Kanada |       | Slovensko |  |

| Souhrn zápasu | Souhrn zápasu | Souhrn zápasu | Souhrn zápasu | Souhrn zápasu |
| ------------- | ------------- | ------------- | ------------- | ------------- |
|               | {{{góly1}}}   |               | {{{góly2}}}   |               |

| 15. dubna 2004 | Česko | 5 - 1 | Švédsko |  |
|                | Česko |       | Švédsko |  |

| Souhrn zápasu | Souhrn zápasu | Souhrn zápasu | Souhrn zápasu | Souhrn zápasu |
| ------------- | ------------- | ------------- | ------------- | ------------- |
|               | {{{góly1}}}   |               | {{{góly2}}}   |               |

#### Semifinále
| 16. dubna 2004 | USA | 3 - 2 | Česko |  |
|                | USA |       | Česko |  |

| Souhrn zápasu | Souhrn zápasu | Souhrn zápasu | Souhrn zápasu | Souhrn zápasu |
| ------------- | ------------- | ------------- | ------------- | ------------- |
|               | {{{góly1}}}   |               | {{{góly2}}}   |               |

| 16. dubna 2004 | Rusko | 5 - 2 | Kanada |  |
|                | Rusko |       | Kanada |  |

| Souhrn zápasu | Souhrn zápasu | Souhrn zápasu | Souhrn zápasu | Souhrn zápasu |
| ------------- | ------------- | ------------- | ------------- | ------------- |
|               | {{{góly1}}}   |               | {{{góly2}}}   |               |

#### O 5. místo
| 17. dubna 2004 | Slovensko | 4 - 5 | Švédsko |  |
|                | Slovensko |       | Švédsko |  |

| Souhrn zápasu | Souhrn zápasu | Souhrn zápasu | Souhrn zápasu | Souhrn zápasu |
| ------------- | ------------- | ------------- | ------------- | ------------- |
|               | {{{góly1}}}   |               | {{{góly2}}}   |               |

#### O 3. místo
| 18. dubna 2004 | Česko | 3 - 2 | Kanada |  |
|                | Česko |       | Kanada |  |

| Souhrn zápasu | Souhrn zápasu | Souhrn zápasu | Souhrn zápasu | Souhrn zápasu |
| ------------- | ------------- | ------------- | ------------- | ------------- |
|               | {{{góly1}}}   |               | {{{góly2}}}   |               |

#### Finále
| 18. dubna 2004 | USA | 2 - 3 | Rusko |  |
|                | USA |       | Rusko |  |

| Souhrn zápasu | Souhrn zápasu | Souhrn zápasu | Souhrn zápasu | Souhrn zápasu |
| ------------- | ------------- | ------------- | ------------- | ------------- |
|               | {{{góly1}}}   |               | {{{góly2}}}   |               |

### Konečné pořadí
| Rk.              | Tým       |
| ---------------- | --------- |
| Zlatá medaile    | Rusko     |
| Stříbrná medaile | USA       |
| Bronzová medaile | Česko     |
| 4.               | Kanada    |
| 5.               | Švédsko   |
| 6.               | Slovensko |
| 7.               | Finsko    |
| 8.               | Dánsko    |
| 9.               | Bělorusko |
| 10.              | Norsko    |

Týmy  Bělorusko a  Norsko sestoupily do 1. divize na Mistrovství světa v ledním hokeji do 18 let 2005.

### Soupisky
| Rusko - Alexandr Aksenenko, Anton Bělov, Jevgenij Birjukov, Anton Chudobin, Adgur Dschugelija, Rinat Ibragimov, Alexej Jemelin, Michail Junkov, Sergej Karetin, Ivan Kassutin, Nikolaj Kuljomin, Enver Lissin, Kirill Ljamin, Jevgenij Malkin, Sergej Ogorodnikov, Denis Paršin, Alexandr Pljuščev, Alexandr Radulov, Sergej Salnikov, Sergej Širokov, Dmitri Šitikov, Roman Vološenko · Trenér: Valerij Bragin |

| USA - Matt Auffrey, Brett Bevis, Mike Brennan, Nathan Davis, Jason DeSantis, Jeff Frazee, Tom Fritsche, Nathan Gerbe, Joe Grimaldi, Nate Hagemo, Jack Johnson, Zach Jones, Phil Kessel, Chad Kolarik, Bryan Lerg, Jarod Palmer, Geoff Paukovich, Kevin Porter, Brandon Scero, Cory Schneider, Jack Skille, Kevin Swallow · Trenér: John Hynes |

| Česko - Zdeněk Bahenský, Stanislav Balán, Michal Birner, Jan Daneček, Michael Frolík, Michal Gulaši, Karel Hromas, David Krejčí, Jakub Lev, Adam Lukačovič, Tomáš Mertl, Jaroslav Mrázek, Roman Polák, Michal Pšurný, Roman Pšurný, Marek Schwarz, Jakub Šindel, Ondřej Šmach, Ladislav Šmíd, Lukáš Tichý, Radek Smoleňák, Vladimír Sobotka, Lubomír Štach · Trenér: Jaromír Šindel Kustod: Karel Šimka |

## 1. divize

### Skupina A
Turnaj se odehrál v Amstettenu v Rakousku.
| Tým          | Z | V | P | R | GV | GI | B  |
| ------------ | - | - | - | - | -- | -- | -- |
| 1. Švýcarsko | 5 | 5 | 0 | 0 | 35 | 10 | 10 |
| 2. Slovinsko | 5 | 3 | 1 | 1 | 20 | 13 | 7  |
| 3. Rakousko  | 5 | 3 | 2 | 0 | 21 | 18 | 6  |
| 4. Lotyšsko  | 5 | 2 | 2 | 1 | 27 | 17 | 5  |
| 5. Polsko    | 5 | 0 | 4 | 1 | 12 | 20 | 1  |
| 6. Rumunsko  | 5 | 0 | 4 | 1 | 5  | 42 | 1  |

 Švýcarsko postoupilo mezi elitu, zatímco  Rumunsko sestoupilo do 2. divize na Mistrovství světa v ledním hokeji do 18 let 2005.

### Skupina B
Turnaj se odehrál v Asiagu v Itálii.
| Tým            | Z | V | P | R | GV | GI | B  |
| -------------- | - | - | - | - | -- | -- | -- |
| 1. Německo     | 5 | 5 | 0 | 0 | 38 | 12 | 10 |
| 2. Japonsko    | 5 | 4 | 1 | 0 | 14 | 14 | 8  |
| 3. Itálie      | 5 | 2 | 2 | 1 | 14 | 16 | 5  |
| 4. Kazachstán  | 5 | 1 | 3 | 1 | 12 | 19 | 3  |
| 5. Francie     | 5 | 1 | 3 | 1 | 14 | 13 | 3  |
| 6. Jižní Korea | 5 | 0 | 4 | 1 | 8  | 26 | 1  |

 Německo postoupilo mezi elitu, zatímco  Jižní Korea sestoupila do 2. divize na Mistrovství světa v ledním hokeji do 18 let 2005.

## 2. divize

### Skupina A
Turnaj se odehrál v Debrecínu v Maďarsku.
| Tým           | Z | V | P | R | GV | GI | B  |
| ------------- | - | - | - | - | -- | -- | -- |
| 1. Ukrajina   | 5 | 5 | 0 | 0 | 62 | 7  | 10 |
| 2. Maďarsko   | 5 | 3 | 1 | 1 | 41 | 18 | 7  |
| 3. Nizozemsko | 5 | 3 | 1 | 1 | 41 | 24 | 7  |
| 4. Španělsko  | 5 | 1 | 3 | 1 | 21 | 36 | 3  |
| 5. Island     | 5 | 1 | 4 | 0 | 14 | 57 | 2  |
| 6. Belgie     | 5 | 0 | 4 | 1 | 12 | 49 | 1  |

 Ukrajina postoupila do 1. divize, zatímco  Belgie sestoupila do 3. divize na Mistrovství světa v ledním hokeji do 18 let 2005.

### Skupina B
Turnaj se odehrál v Elektrėnai a v Kaunasu v Litvě.
| Tým                    | Z | V | P | R | GV | GI | B  |
| ---------------------- | - | - | - | - | -- | -- | -- |
| 1. Velká Británie      | 5 | 5 | 0 | 0 | 30 | 6  | 10 |
| 2. Estonsko            | 5 | 4 | 1 | 0 | 35 | 6  | 8  |
| 3. Chorvatsko          | 5 | 3 | 2 | 0 | 17 | 14 | 6  |
| 4. Litva               | 5 | 1 | 3 | 1 | 10 | 15 | 3  |
| 5. Srbsko a Černá Hora | 5 | 1 | 4 | 0 | 12 | 26 | 2  |
| 6. Austrálie           | 5 | 0 | 4 | 1 | 5  | 42 | 1  |

 Velká Británie postoupila do 1. divize, zatímco  Austrálie sestoupila do 3. divize na Mistrovství světa v ledním hokeji do 18 let 2005.

## 3. divize
Turnaj se odehrál v Sofii v Bulharsku.
| Tým                    | Z | V | R | P | GV | GI | B  |
| ---------------------- | - | - | - | - | -- | -- | -- |
| 1. Mexiko              | 6 | 6 | 0 | 0 | 41 | 4  | 12 |
| 2. JAR                 | 6 | 4 | 1 | 1 | 40 | 11 | 9  |
| 3. Nový Zéland         | 6 | 4 | 1 | 1 | 28 | 6  | 9  |
| 4. Bulharsko           | 6 | 3 | 0 | 3 | 22 | 22 | 6  |
| 5. Izrael              | 6 | 2 | 0 | 4 | 15 | 28 | 4  |
| 6. Turecko             | 6 | 1 | 0 | 5 | 12 | 40 | 2  |
| 7. Bosna a Hercegovina | 6 | 0 | 0 | 6 | 7  | 54 | 0  |

Týmy  Mexiko a  JAR postoupily do 2. divize na Mistrovství světa v ledním hokeji do 18 let 2005.